# Alexandre Lopes
Alexandre Lopes (født 29. oktober 1974) er en tidligere professionel fodboldspiller fra Brasilien.

## Brasiliens fodboldlandshold
| Brasiliens landshold | Brasiliens landshold | Brasiliens landshold |
| År                   | Kmp                  | Mål                  |
| -------------------- | -------------------- | -------------------- |
| 1995                 | 1                    | 0                    |
| 1996                 | 2                    | 0                    |
| Total                | 3                    | 0                    |